# Manota heptacantha
Manota heptacantha är en tvåvingeart som beskrevs av Heikki Hippa 2006. Manota heptacantha ingår i släktet Manota och familjen svampmyggor. Inga underarter finns listade i Catalogue of Life.